# Cadejo (macula)
La tache Cadejo est une petite zone sombre (macula) située à la surface de Pluton. Elle est informellement nommée d'après El Cadejo, un esprit diabolique du folklore d'Amérique centrale représenté sous la forme d'un grand chien avec des yeux rouge incandescent. La tache a été photographiée par la sonde New Horizons au cours du mois de juillet 2015 lors de son survol de la planète naine.